# Monstera praetermissa
Monstera praetermissa é uma esppécie de plantas com flores. Foi descrita pela primeira vez por Eduardo G. Gonçalves e Temponi.  Monstera praetermissa pertence ao gênero Monstera, e está relacionada com Araceae.
Este tipo de planta pode ser encontrado em:
- Brasil